# 斯基德莫爾 (密歇根州)
斯基德莫爾（英語：Skidmore）是位於美國密歇根州迪金森縣的一個非建制地區。

## 地理
斯基德莫爾所處的海拔為高於海平面329米（即1079英呎）。與密歇根州絕大部份地區不同，該地所採用的時區為UTC-6，即北美中部時區（CST）而非北美东部时区（EST，UTC-5）；夏令時間則為UTC-6調快一小時，即UTC-5（CDT）。